# Netzkunst

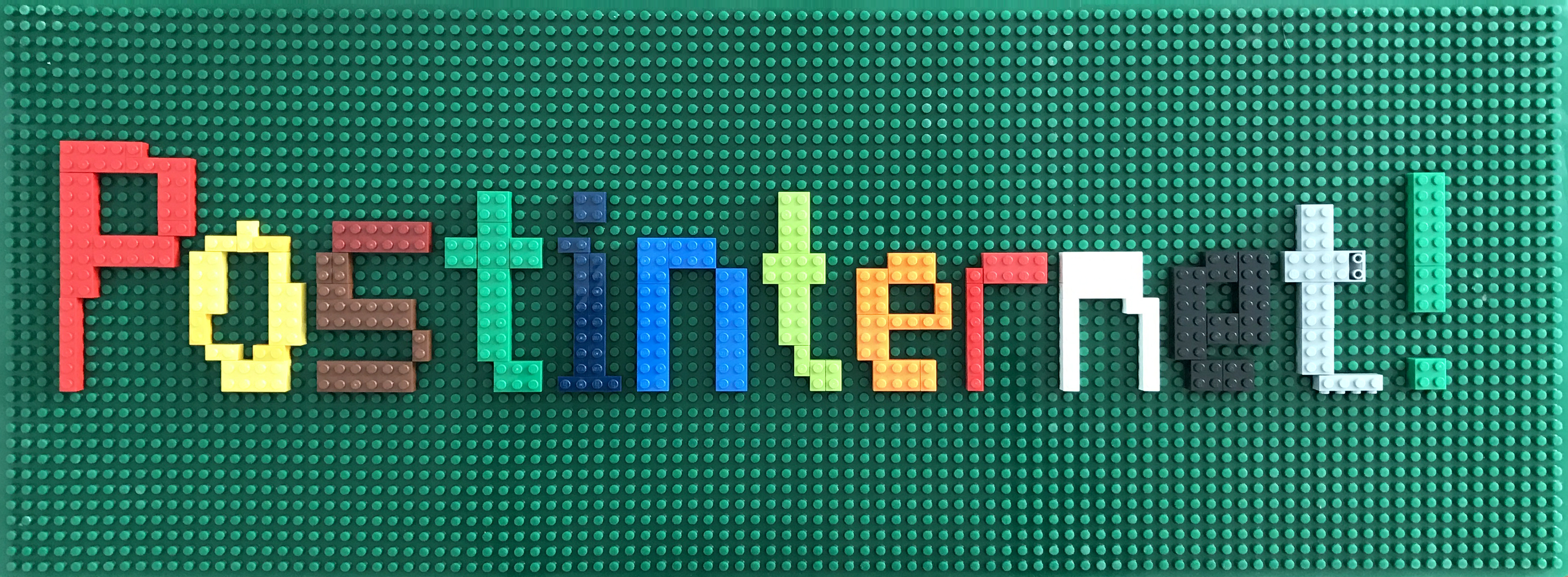
Post Internet Art – eine der aktuellsten Strömungen der Netzkunst

Netzkunst ist ein Sammelbegriff für künstlerische Arbeit in Netzen oder Netzwerken. Darunter fallen als Kunstwerk definierte soziale Netze, die künstlerische Nutzung analoger Netze wie ursprünglich bei Mail Art, sowie künstlerische Arbeiten, die digitale Netzdienste wie das World Wide Web oder andere Kommunikationsnetze wie Mobilfunk benutzen.

## Begriffsumfeld
- Internet Art ist im anglo-amerikanischen Sprachraum ein selbstverständlich verwendeter Begriff[1] Ungefähr ab 1982 wird die globale Vernetzung von Rechnernetzen zunehmend als Internet bezeichnet. Die wörtliche Übersetzung „Internetkunst“ wird im Deutschen oft vereinfachend als „Kunst, die im World Wide Web zu sehen ist“ verstanden. Die deutsche Fachliteratur bevorzugt die Bezeichnung Netzkunst (Vergleiche Literaturliste).
- Netart als Begriff im Deutschen verwendet, meint meist Netzkunst als künstlerische Arbeit mit digitalen Netzen und Internetdiensten wie dem World Wide Web. Unter Künstlern gilt der Begriff als Kürzel für internationale Netzkunst.
- net.art, in dieser Schreibweise, ist eine Art Markenzeichen einer bestimmten Gruppe von Künstlern, die Webseiten und Internet seit 1994 als künstlerisches Material und Werkzeug einsetzen. Als Gruppenmitglieder werden üblicherweise genannt: Vuk Ćosić, Joan Heemskerk und Dirk Paesmans (Jodi.org), Alexei Shulgin, Olia Lialina, Heath Bunting. Die Gruppe wurde von Tilman Baumgärtel, Josephine Bosma, Hans Dieter Huber und Pit Schultz beschrieben, teils als Parodie einer Avantgardebewegung.
- Post Internet Art hat ähnlich wie die Internet Art ihre Wurzeln in Dada, Fluxus und der Erforschung der Netzkultur im Allgemeinen. Im Gegensatz zur Internet Art ist die Post Internet Art in der Telematik weniger stark beeinflusst.[2] Sie versucht sich nicht mehr, im Netz Kunst zu produzieren.[3] Im Mai 2015 veröffentlichte eine Gruppe in Berlin lebender Künstler ein eigenes „Post Internet Art-Manifest“.[4]

## Definitionen

### Netz oder Netzwerk
Netz und Netzwerk werden im Deutschen unterschieden. Der Begriff Netz tendiert wie bei Stromnetz oder Telefonnetz dazu, einen technischen Aspekt zu beschreiben. Netzwerk ist der deutsche Begriff für „netzartiges Gefüge“ (s. Wahrig 1968). Allerdings wird oft fälschlich der englische Begriff network übernommen wo Netz die bessere Übersetzung ist.
Im übertragenen Sinne „netzartige Gefüge“ oder Netzwerke sind beispielsweise Soziale Gefüge, Beziehungsgefüge und Psychologische Zusammenhänge mit vielen Variablen, oder das Denken selbst. Solche Gefüge oder Netzwerke verändern und reproduzieren sich unter günstigen Bedingungen nach eigenen Regeln, die kaum linear, eher chaostheoretisch fassbar sind. Netzwerk kann daher in sozialwissenschaftlichen Texten, ebenso wie bei Kunst mit Netzwerken, der treffende Begriff sein.
Obwohl es in allen Fällen um Vernetzung geht, kann es für das medientheoretische Verständnis unverzichtbar sein, zwischen Kunst im Netz und Kunst mit Netzwerken zu unterscheiden. Wo sich komplexe Beziehungen zwischen Gegenständen und Menschen gleichzeitig als bewegliches, drei- und mehrdimensionales Netz, oder als soziales Netzwerk beschreiben lassen, das technische Hilfsmittel einsetzt, ergänzen sich diese verschiedenen Betrachtungsweisen.
Da beide Blickwinkel zudem in Beziehung zu theoretischen Netzwerk- und Netzbegriffen gesetzt werden, öffnet sich ein weites Feld, in dem kreative Varianten künstlerischer Arbeit durch sprachliche und theoretische Missverständnisse begünstigt werden. Die Inflation der Begriffe „Netz“ und „Netzwerk“ legt nahe, zu prüfen, ob abgeleitete Ausdrücke sinnvoll sind:
Netzparadigma meint bei „Kunst im Netz“ ein Vorstellungsmuster, wie das Netz technisch oder organisatorisch beschaffen ist oder sein könnte, um damit Netzkunst herstellen zu können. Der vermeintlich ähnliche Begriff Netzwerkparadigma bei „Kunst mit Netzwerken“ ist sinnvoll anwendbar nur mit durchdachtem medientheoretischen Hintergrund (wie z. B. in Manuel Castells Das Informationszeitalter).

### Kunst im Netz und Kunst mit Netzwerken
- Kunst im Netz als Mediale Digitale Kunst, benötigt Rechnernetze oder Internetdienste wie Mailboxen oder Webseiten als unverzichtbare Mittel der Interaktion und der Bild-, Klang- und Texterzeugung. Dabei ist nicht entscheidend, ob die Kunst durch eine oder mehrere Personen entsteht, sondern dass wesentliche Aspekte und Aussagen der Werke nur in Verbindung mit einem Rechnernetz erfahrbar sind. Gegenwärtig üblich ist die Anordnung Computer – Tastatur – Bildschirm/Projektor – Internetanbindung – Peer/Server oder ähnlich. Andere Anordnungen sind denkbar oder werden praktiziert, z. B. können Mobilfunknetze für mediale Handykunst genutzt werden.
- Kunst im Netz als kollektiv-virtuelles Kunstschaffen betreiben telekommunikativ vernetzte Teilnehmer, die gemeinsam an einem visuellen oder auditiven Werk arbeiten. Ihre Netztechnik kann analog oder digital sein. Die Teilnehmer bringen ihre Beiträge meist bewusst ein, können in digitalen Netzwerken jedoch freiwillig oder unfreiwillig durch Programme abgeschöpft werden. Viele Netzkünstler haben Interaktivität in ihren Projekten zur Bedingung gemacht. Bei zusätzlichem Einsatz von Datenbanken und Logdateien lassen sich beliebige Zustände eines Gesamtergebnisses verfolgen, das durch die aktiven Besucher der jeweiligen Projektseite ständig veränderbar bleibt. Das Angebot, Texte beizusteuern, muss gewöhnlich gegen Missbrauch durch Spamming gesichert werden.
- Kunst mit Netzwerken verändert oder erschafft Netzwerke. Ob sie technische Kommunikationsnetze oder andere Kommunikationsnetze als Mittel zum Zweck einsetzt, muss dabei nicht entscheidend sein. So gründete Joseph Beuys Organisationen, die als konzeptuelle künstlerische Arbeiten entstanden und zu langlebigen sozialen Netzwerken aus Ideen, Kommunikation und Arbeitszusammenhängen wurden. Nach diesem Kunstverständnis sind die Beiträge von Tim Berners-Lee zur Entstehung des World Wide Web sowohl intelligent angewandte Netz-Wissenschaft als auch global folgenreiche künstlerische Eingriffe eines kreativen Netzwerkers, der ein bestehendes Netz visuell entscheidend erweiterte. Außer einzeln oder gemeinsam auftretenden Netzwerk-Künstlern, siehe etoy, gibt es demnach Netzwerker, die von sich weisen, künstlerisch zu handeln, selbst aber bedeutende Netzwerke schaffen.

Netzkunst ist manchmal gleichzeitig an Netze und Netzwerke gebunden: Mail Art entstand durch künstlerische Initiativen in einem kreativen Prozess auf Grundlage technische Netze von Post- und Telekommunikationsdienste und bestehender gesellschaftlicher Netzwerke als soziales, kommunikatives und künstlerisches Netzwerk und entwickelte sich nach eigenen, teils sogar selbst ausformulierten Gesetzen weiter. Wenn Teilnehmer telematischer Netze durch ständige kommunikative Prozesse Netzwerke kreieren und weiter verändern, beispielsweise eine „Online-Community“ können sie damit zu Netzwerkern werden.
Kunst auf dem Netz dagegen ist keine Netzkunst. Sie nutzt das Netz (Internet) wie beliebige andere Medien. Dazu zählen Projekte und Werke analoger oder digitaler Kunst, die auf Webseiten vorgestellt werden, im Prinzip jedoch ohne das WWW möglich wären. Eine künstlerische Auseinandersetzung mit Netz oder Netzwerk findet dabei nicht oder nur in oberflächlicher Weise statt. Netzkunst liegt nicht vor bei: Angewandter Kunst mit Webseiten; Abbildungen von Kunstwerken auf Webseiten; Verwendung des Begriffs ‚Netzkunst‘ oder ‚Netart‘ aus Statusgründen. Ebenso sind Netzwerkbeziehungen zwischen Künstlern nicht automatisch Netzkunst: Sie müssen als Kunstwerk angelegt werden, um mehr zu sein als Vermarktungsvehikel, Vorteilstauschbörsen oder Adressvernetzung.

### Analog und digital
Geschieht die künstlerische Arbeit oder der künstlerische Prozess in Auseinandersetzung mit digitalen Netzen und einem entsprechenden Netzparadigma, so handelt es sich um ‚Digitale Netzkunst‘ im engeren Sinne.
Dagegen ist Netzkunst mit Netzwerken nicht immer digital. Sie kann ebenso auf analoge soziale oder abstrakte Grundlagen bezogen geschaffen werden, selbst wenn digitale Medien dabei als Werkzeuge verwendet werden. Derartige Netzkunst ist bereits durch teilnehmende Interaktion in analogen telematischen Netzen erfahrbar.
Für die Digitale Netzkunst benötigt der Teilnehmer oder Netzwerker jedoch Geräte, Displays, Webseiten und andere technische Mittel. Viele Erscheinungen, die erst mit dem Webseiten-Internet (WWW – World Wide Web) bekannt wurden, sind jedoch in analogen telematischen Netzen bereits zu beobachten. In einem einfachen Netz von Teilnehmern, die sich Postkarten senden, kann durchaus Virtualität entstehen, beispielsweise indem künstliche Personen imaginiert werden, die Persönlichkeit entwickeln und vergleichbar einem Avatar auf die Kommunikation zurückwirken.
Marshall McLuhans Satz „The Medium is the Message“ ist für Netzkunst und ihre Interpretation bedeutend. Sogar wenn ein Netzwerk scheinbar unabhängig von der Art der eingesetzten technischen Netze und Medientechnologien funktioniert, sind Form und Inhalt jeder Mitteilung und Darstellung von den technischen Grundlagen des Mediums beeinflusst und verändern dadurch die Wirklichkeit. Wie der Übergang vom Buchdruck zu elektronischen Netzen wirkt der Übergang von analoger zu digitaler Informationsverarbeitung gesellschaftsverändernd, denn digitale Technik beruht auf einem technologieabhängigen Verschlüsselungs- und Entschlüsselungsvorgang, dessen Beherrschung eine Wissensgesellschaft voraussetzt und weitreichende gesellschaftliche Folgen hat.

## Formen von Netzkunst

RE: The E-Mail Art & Internet-Art Manifesto – von Guy Bleus und 34 Netzkünstler, 1997

- Mail Art oder Postkunst benutzt alle verfügbaren Netze für ihr Netzwerk. Das in den 1960er Jahren entstandene, weltweit zugängliche Postsystem, in dem fast alle Einrichtungen der Telekommunikation als öffentliche Dienste integriert waren, wurde in ursprünglich gesellschaftsverändernder Absicht einerseits zum künstlerischen Gegenstand, andererseits zum Mittel für künstlerische Prozesse in darauf aufbauenden Netzwerken, die Netzwerk-Kunst vielfältiger Art hervorbrachten. So gab es schon früh selbsternannte Mail Art Postboten und -Kuriere, als eine Art Mail Art Performer, die Postkunst auslieferten. Heute gibt es Mail Art z. B. auch als E-Mail Art. Als anspruchsvolle Parallele oder Sonderform gilt Correspondence Art (Kunst der Korrespondenz). Korrespondenz bezieht sich dabei gleichzeitig, im Sinne von Pop Art, trivial auf die gegenständliche Korrespondenz aber im Sinne des verborgenen Themas der „New York School of Correspondance“ Ray Johnsons, auch auf theoretische oder spirituelle (Nicht-)Korrespondenz.
- Web Art ist Digitale Netzkunst, die als künstlerische Arbeit mit Webseiten über deren reine Gestaltung hinausweist, beispielsweise indem sie die Bedingungen für Wahrnehmung und Manipulation im Internet künstlerisch thematisiert. Web Art hat immer mit Digitaler Netzkunst zu tun, aber nur von Fall zu Fall mit künstlerischen Netzwerken. Sie nutzt mit dem Webbrowser das gleiche Interface wie kommerzielles Webdesign.
- Webcomics sind Comics, die vorrangig oder ausschließlich über das Internet publiziert werden. Davon zu unterscheiden sind Comics, die für den Druck produziert und nebenbei im Internet veröffentlicht werden. Die Übergänge können fließend sein.

## Gesellschaftsveränderung
In der Anfangszeit digitaler Netze war ihre Veränderbarkeit für künstlerische Netzwerker leicht erfahrbar, da sie Macher und Nutzer in Personalunion waren. Analoge oder digitale Netzkunst war oft durch Vorstellungen von Gesellschaftsveränderung, sozialwissenschaftliche Theorien, soziale Utopien und literarische Vorbilder inspiriert. Mit dem Entstehen einer Internetkultur hat die Kritik am Bestehenden und die Begeisterung für soziale und technische Möglichkeiten neue Formen angenommen (siehe Kommunikationsguerilla, Medienguerilla, Telematische Gesellschaft bei Vilém Flusser). Kritische Versuchsanordnungen in Bereichen wie Wahrnehmung, Medien und Gesellschaft sind für Netzkunst nicht ungewöhnlich. So kann es Netzkunst sein, soziale oder kulturelle Traditionen des Internets bei Projekten außerhalb der technischen Struktur des Internets für Veränderungen einzusetzen.
Netzkünstler interessiert oft die Dekonstruktion ästhetischer, digitaler und gesellschaftlicher Codes, aber Mediale Netzkunst kann sich ebenso auf alle anderen Phänomene von Kommunikationsnetzwerken beziehen.
Netzwerke sind ohne positive mentale Teilhabe der Teilnehmer nicht von Dauer, unter Umständen können störende und unbequeme Netzwerkstrategien künstlerisch jedoch konsequent sein. So gilt in der internationalen Szene der Netzkünstler der „kreative Netz-Hack“ als Akt des politischen und ästhetischen Widerstands. Für die Künstler ist es nicht ungewöhnlich, Netzaktivist und 'Hacktivist' zu sein. Die Präsentation eines Computervirus auf der 49. Biennale Venedig war in dieser Hinsicht typisch, keine kriminelle Tat, sondern das kalkulierte Werk von Netzwerkkünstlern. Künstlerische Aktivitäten dieser Art geraten immer wieder in Gefahr, missinterpretiert und kriminalisiert zu werden.
Netzkunst ist Teil einer Bewegung für den freien Austausch von Information, von Software und Ideen angesichts der Kommerzialisierung des Netzes. Kunst und elektronischer ziviler Ungehorsam (electronic civil disobedience und hacktivism) überschnitten sich. Zum verantwortlichen Einsatz destruktiver ästhetischer, digitaler oder sozialer Codes im Rahmen des zivilen Ungehorsams und der Freiheit der Kunst gehört die egozentrische Kunst-Propaganda des Neoismus ebenso wie die Verunsicherung der Internetbenutzer durch künstlerische Eingriffe beim Zugang zum World Wide Web, etwa durch Webseiten (Web Art), die ein kritisches Bewusstsein im Umgang mit dem Medium fördern.
Die jeweils aktuellen Formen von Netzkunst stehen in Zusammenhang mit Veränderungen in den Bereichen Telekommunikation, gesellschaftliche Interaktion und Wahrnehmung in der Mediengesellschaft. Netzkunst kann diese Veränderungen reflektieren, daran beteiligt sein, und manchmal Entwicklungen vorwegnehmen.

## Virtuelle Persönlichkeiten
Schon im Mail Art Netzwerk wurden virtuelle Persönlichkeiten durch Netzkommunikation erzeugt. In Propaganda-Aktionen des Neoismus sind Persönlichkeiten, an denen jeder teilnehmen kann, propagiert worden. Die Persönlichkeit füllt sich durch das Netzwerk der an ihr Beteiligten Netzwerker mit virtuellem Leben. Als künstliche Persönlichkeit in Erscheinung getreten, kann sie ein durch die ursprünglichen Macher nicht mehr steuerbares kommunikatives Eigenleben entwickeln. Das im Internet und in virtuellen Welten gebräuchliche Konzept des Avatars wurde durch solche Figuren in analogen künstlerischen Netzen bereits vorweggenommen. So führt in einer großen Suchmaschine etwa die Eingabe „Karen Eliot“ in ein Dickicht von Webseiten, in dem sich Möglichkeiten ergeben, mit Karen Eliot zu kommunizieren oder selbst als Karen Eliot aufzutreten. Die Multi-Persönlichkeit reproduziert sich unter anderem als nom de plume oder Pseudonym für viele Nutzer. Karen Eliot verbreitete sich wie Monty Cantsin oder Luther Blissett (Sammelpseudonym) als kollektives Pseudonym und multiple virtuelle Persönlichkeit zunächst in analogen künstlerischen Netzwerken, fand Eingang in die ersten künstlerisch genutzten Mailboxsysteme und eroberte schließlich alle geeigneten Internetdienste.

## Rechtliche Konsequenzen
Auf Grund ihres explizit unkommerziellen Charakters bewegen sich Netzkunst-Projekte im rechtsfreien Raum. Niemand hat z. B. ein persönliches Anrecht am Produkt, wenn es zu verwertbaren Ergebnissen in Projekten kommt, welche literarische, musikalische oder grafische Werke zum Ziel haben. Sowohl der Initiator als auch der Teilnehmer an einem solchen Projekt muss mit dieser Tatsache leben: alle Ergebnisse sind gemeinfrei. Selbst beim Vorhandensein von Logfiles ließe sich nicht mehr rekonstruieren, wem welche IP-Adressen nachträglich zuzuordnen wären.
Völlig ungelöst ist das Problem der Vergänglichkeit virtueller Netzkunstobjekte, deren Nachweisbarkeit unmittelbar abhängig von der Verfügbarkeit im Internet ist, letztlich also von der Wartung der Projekte durch die Netzkünstler, die direkten (und im Idealfall auch administrativen) Zugriff auf die anbietenden Server haben. Eine nachträgliche Rekonstruktion ist in der Regel unmöglich.

## Geschichte

### Rezeption und Globalisierung
In den 1960er Jahren entstanden, beeinflusst durch Konzeptkunst und Nouveau Realisme, ursprünglich konzeptuell und prozessual orientierte Netzwerke, wie das Mailart und Correspondence Art Netzwerk. Diese analoge „Kunst mit Netzwerken“ und „Kunst im Netz“ war kunsthistorisch nicht leicht zu erfassen: Nach Verwirklichung eines prozessualen Kunstwerks in kommunikativen Prozessen gab es zwar Nebenprodukte, wie versendete Objekte, Briefe, Karten und Mailart Kataloge, und auch Dokumente der gesellschaftlichen Rezeption in Künstlerarchiven, aber wenig im Kunstbetrieb Vermarktbares. Deshalb erfolgte die kunsthistorische Aufarbeitung nach heutigen Maßstäben verspätet und zunächst oberflächlich. Ab wann und wo der vielschichtige Begriff „Netzkunst“ in Kunsttheorie und Kunstgeschichte sinnvoll eingesetzt wird, bleibt daher diskussionswürdig.
Mailart, Happening und Fluxus setzten konzeptuell oder real, lokal oder global, vernetzt kommunizierende und agierende Teilnehmer und Netzwerker voraus. Zu den ersten Initiatoren solcher Netzwerke gehören Künstler wie Ray Johnson, der seine Kommunikationszusammenhänge für teils reale, teils virtuelle Ausstellungen nutzte; Yves Klein und Ben Vautier, die Post-Skandale inszenierten; Ken Friedman, dessen Ausstellungsprojekt „Omaha Flow Systems“ (1972) den Charakter eines Kommunikations- und Ereignisnetzwerkes hatte. Robert Filliou prägte 1968 mit George Brecht den Begriff „Fete Permanente/Eternal Network“ (Die Ständige Feier/Das Ewige Netzwerk), der für die damalige kulturelle Situation bezeichnend war und kulturell in Beziehung zur Idee und Entwicklung eines nichtmilitärischen Internet steht. Die Aktionen und Veröffentlichungen von Filliou markieren für künstlerische Netzwerker einen Wendepunkt. Mindestens ab diesem Zeitpunkt ist Kunst mit Netzwerken kunsthistorisch wahrnehmbar.
Bereits diese Formen von Netzkunst bezogen neben Netzen wie Briefpost elektronische Netze selbstverständlich ein, z. B. Telefon- und Fax. Am 12. Januar 1985 beteiligten sich Joseph Beuys, gemeinsam mit Andy Warhol und dem japanischen Künstler Kaii Higashiyama am „Global-Art-Fusion“ Projekt. Dies war ein vom Konzeptkünstler Ueli Fuchser initiiertes, interkontinental ausgelegtes, FAX-ART Projekt, bei dem ein Fax mit Zeichnungen aller drei beteiligten Künstler innerhalb von 32 Minuten um die Welt gesandt wurde. Dieses Fax sollte ein Zeichen des Friedens während des Kalten Krieges darstellen und ist eines der ersten Arbeiten im globalen Kontext – vor dem Zeitalter des gängigen Internets. Netzkunst wurde weit vor Entstehung des World Wide Web der Webseiten, in Zusammenhang mit der besonders für die digitale Bild- und Tonerzeugung bedeutenden Digitalen Kunst zu Digitaler Netzkunst; zunächst über vernetzte Rechner an einzelnen Forschungseinrichtungen, dann über das wachsende Internet. Bei den ersten telematischen Kunstprojekten (s. Telematik), die auf digitalen Netzen basierten, sind anfangs nur kurzzeitig Netzwerke als Kunstwerke entstanden. In den 1980er Jahren folgte die künstlerische Nutzung von Mailbox-Systemen. Es entstanden komplexere, auf digitaler Netztechnik basierende Netzwerke, die unter anderem politisch bedeutend wurden, wie das Zamir Netzwerk (siehe digitalcourage, vormals FoeBuD). Webseiten wurden etwas später, oft durch neue Akteure, als visuell und akustisch, aber auch als sozial und politisch einsetzbares Medium entdeckt. Dabei kann als einer der wichtigsten Bezugspunkte bis etwa 2000 The Thing genannt werden (Initiator und Betreiber: Wolfgang Staehle), und als frühe Webart- und Netart-Künstler Olia Lialina und Heath Bunting (irational.org). Zu den einflussreichen Netart-Kunstgruppen zählen Jodi, ®™ark und etoy.

### Deutschsprachiger Raum
Vorläufer für den Beginn von Netzkunst sind u. a.: Der Postkartenaustausch der Künstler der Brücke bis 1913; in Beziehung auf Kommunikationstheorie und Ästhetik auch Max Bense und die Stuttgarter Gruppe/Schule ab Beginn der 60er Jahre. Die Organisationen von Joseph Beuys (als Kunst mit Netzwerken) oder Robert Adrian X mit ARTEX (als digitale Netzkunst) machten soziale und technische Netze für künstlerische Netzwerke bewusst dienstbar.
Netzkunst, oft als Mail Art, war im geteilten Deutschland, sofern grenzüberschreitend, eine Auseinandersetzung mit Postzensur, außerdem ein Besuchsnetz, das Künstler und Netzwerker aus vielen Ländern, gerade wegen der Ausreisebeschränkungen der DDR, dort zusammenbrachte. Es gab künstlerische Netzwerker, die als Kuriere zwischen Ost und West die Grenzen der Machtblöcke überschritten um Mailart zu transportieren. So konnten trotz Behinderung durch „staatliche Organe“ sogar zwischen Mail-Art-Netzwerkern und Akteuren des Samisdat einzelne Verbindungen hergestellt werden.
Eins der ersten bekannten Beispiele für deutschsprachige digitale Netzkunst war die Website Handshake von 1993 bis 1994.
Bis März 2003 existierte auf netzwissenschaft.de, der Homepage des Konstanzer Medienwissenschaftlers Reinhold Grether, eine strukturierte „Netzkunst-Liste“. Die Namen der dort aufgelisteten Netzkünstler bzw. Netzkunst-Projekte boten einen Gesamtüberblick über die bis zu diesem Zeitpunkt vorhandenen unterschiedlichen Formen der Netzkunst. 2008 wurde diese (auf webarchive.org blockierte) Liste von einigen Netzkünstlern rekonstruiert und wieder ins Internet gestellt.

### Online-Literatur
- Peter Weibel, Karl Gerbel (Hrsg.): KATALOG: MYTHOS INFORMATION - WELCOME TO THE WIRED WORLD Linz 1995
- Tilman Baumgärtel: Das Internet als imaginäres Museum. Berlin 1998.
- Tilman Baumgärtel: Immaterialien. Zur Vor- und Frühgeschichte der Netzkunst. Telepolis.
- Tilman Baumgärtel: Experimentelle Software II. Telepolis.
- Thomas Dreher: IASLonline Lektionen in NetArt.
- Thomas Dreher: Geschichte der Computerkunst, Kap. VI.3 Netzkunst im Web München 2011–2012.
- Monika Fleischmann und Ulrike Reinhard (Hrsg.): Digitale Transformationen. Medienkunst als Schnittstelle von Kunst, Wissenschaft, Wirtschaft und Gesellschaft. Heidelberg 2004.
- Laura Maria May, Ralph Ueltzhoeffer: Kunstprojekt Textportrait – Das Kunstprojekt »Textportrait« gibt einen umfassenden Einblick in die mediale Reproduktion und Bedeutung des Mediums Internet.
- Klaus Möller: Kunst im Internet – Netzkunst. Untersuchungen zur Ästhetischen Bildung. Bielefeld 1999.
- Guido Hirschsteiner: Netzkunst als Avantgarde.
- Hans Dieter Huber: Strukturanalyse von jodi.org. (Pop-Up Fenster im Browser nicht sperren)
- Samuel Herzog: Netzkunst – eine Annäherung.
- Culture Jamming: Interviews mit Netzaktivisten.